# Vyšehrad (stacja metra)
Vyšehrad – stacja linii C metra praskiego, położona między dzielnicami Vyšehrad (Wyszehrad), Nusle i Pankrác.
Została oddana do użytku 9 maja 1974 roku, wraz z całym pierwszym odcinkiem linii. W latach 1974–90 nosiła nazwę Gottwaldova, na cześć "pierwszego robotniczego prezydenta Czechosłowacji" Klementa Gottwalda. Obecna nazwa nawiązuje do znajdującego się w pobliżu zamku i wzgórza Wyszehrad (oddalony o ok. pół kilometra - 5 minut drogi pieszo).
Stacja Vyšehrad została umieszczona u podstawy Mostu Nuselskiego (podobnie jak stacja miał za patrona Gottwalda), jako element podpierający położoną nad nią jezdnię drogi szybkiego ruchu, łączącej południowe dzielnice miasta z centrum; częściowo była także budowana metodą odkrywkową. Z tego powodu, inaczej niż większość stacji, występują tu dwa perony boczne (tory wiodą pośrodku nich). Ściany stacji są przeszklone, co pozwala na podziwianie panoramy najbliższej okolicy. Ogólny koszt budowy stacji długiej na 153 m, wyniósł 43 mln koron (jedna z "najtaniej" zbudowanych stacji linii).
Mimo położenia pod główną magistralą miasta, stacja nie ma powiązania z naziemną siecią komunikacyjną. Daleko stąd do najbliższego przystanku tramwajowego, jak i autobusowego (ulica Na Pankráci).